# Challenger de Salzburg 2024
El torneo Salzburg Open 2024 fue un torneo de tenis perteneció al ATP Challenger Tour 2024 en la categoría Challenger 125. Se trató de la 4ª edición; el torneo tuvo lugar en la ciudad de Salzburg (Austria), desde el 8 hasta el 14 de julio de 2024 sobre pista dura bajo techo de tierra batida al aire libre.

## Jugadores participantes del cuadro de individuales
| Preclasificado | País                       | Jugador                | Rank1 | Posición en el torneo |
| 1              | Bandera de Argentina       | Federico Coria         | 72    | Cuartos de final      |
| 2              | Bandera de Japón           | Taro Daniel            | 84    | Primera ronda         |
| 3              | Bandera de Brasil          | Thiago Monteiro        | 86    | Semifinales           |
| 4              | Bandera de República Checa | Vít Kopřiva            | 123   | Segunda ronda         |
| 5              | Bandera de Serbia          | Hamad Medjedovic       | 126   | Cuartos de final      |
| 6              | Bandera de Argentina       | Thiago Agustín Tirante | 127   | Segunda ronda         |
| 7              | Bandera del Reino Unido    | Jan Choinski           | 174   | Segunda ronda         |
| 8              | Bandera de Suiza           | Alexander Ritschard    | 175   | CAMPEÓN               |

- 1 Se ha tomado en cuenta el ranking del 1 de julio de 2024.

### Otros participantes
Los siguientes jugadores recibieron una invitación (wild card), por lo tanto ingresan directamente al cuadro principal (WC):
- Sandro Kopp
- Neil Oberleitner
- Joel Schwärzler

Los siguientes jugadores ingresan al cuadro principal tras disputar el cuadro clasificatorio (Q):
- David Jordà Sanchis
- Toby Kodat
- Johan Nikles
- Adrian Oetzbach
- David Pichler
- Blaž Rola

## Campeones

### Individual Masculino
- Alexander Ritschard derrotó en la final a  Kyrian Jacquet por 6–4, 6–2

### Dobles Masculino
- Manuel Guinard /  Grégoire Jacq derrotaron en la final a  Petr Nouza /  Patrik Rikl por 2–6, 6–3, [14–12]